# Schizopera californica
Schizopera californica är en kräftdjursart som beskrevs av Lang 1965. Schizopera californica ingår i släktet Schizopera och familjen Diosaccidae. Inga underarter finns listade i Catalogue of Life.